# Alertigorgia orientalis
Alertigorgia orientalis is een zachte koraalsoort uit de familie Anthothelidae. De koraalsoort komt uit het geslacht Alertigorgia. Alertigorgia orientalis werd in 1884 voor het eerst wetenschappelijk beschreven door Ridley. 